# Gustav Kieseritzky
Gustav Kieseritzky (* 22. September 1893 in Rendsburg; † 19. November 1943 bei Kertsch, Sowjetunion) war ein deutscher Vizeadmiral im Zweiten Weltkrieg.

## Leben
Kieseritzky trat am 1. April 1912 als Seekadett in die Kaiserliche Marine ein und absolvierte zunächst seine Grundausbildung auf dem Großen Kreuzer Vineta, bevor er an die Marineschule Mürwik kam und dort am 12. April 1913 zum Fähnrich zur See ernannt wurde. Nach Ausbruch des Ersten Weltkrieges erfolgten am 9. August 1914 seine Versetzung auf das Großlinienschiff Friedrich der Große sowie seine dortige Beförderung zum Leutnant zur See am 22. März 1915. Vom 25. April bis 16. Oktober 1917 wurde er zum Stab der Hochseestreitkräfte abkommandiert und in der Zwischenzeit, am 1. Weihnachtsfeiertag, zum Oberleutnant zur See befördert. Vom 17. Oktober bis 26. November 1918 absolvierte er an der Unterseebootsschule einen entsprechenden Lehrgang, der sich durch das Kriegsende verkürzte. Für sein Wirken während des Krieges erhielt Kieseritzky neben beiden Klassen des Eisernen Kreuzes und des Friedrich-August-Kreuzes das Hanseatenkreuz Lübeck sowie den Eisernen Halbmond.
Nach Kriegsende wurde er bis 24. November 1919 als Flaggleutnant auf dem Kleinen Kreuzer Straßburg verwendet. In der Folge war Kieseritzky bis 11. Juli 1920 bei der IV. Ostsee-Minensuchflottille als Wachoffizier, dann bei der 7. Ostsee-Minensuchhalbflottille als Kommandant im Einsatz und gehörte bis 22. August 1920 dem Stamm der III. Flottille an. Für mehr als ein Jahr fungierte Kieseritzky bis 9. November 1921 als Kommandant der 6. Halbflottille und anschließend bis 30. März 1924 als Lehrer beim Sperrversuchskommando in Kiel. Als solcher war er am 1. September 1922 Kapitänleutnant geworden. Vom 31. März 1924 bis 24. September 1925 versah Kieseritzky als Wachoffizier Dienst auf dem Linienschiff Hannover und war dann bis 3. Oktober 1928 in der Marinehaushaltsabteilung (E) der Marineleitung tätig. Als Kompaniechef wurde er bis 8. April 1931 an der Marineschule Friedrichsort eingesetzt und dort am 1. Oktober 1930 Korvettenkapitän.
Man stellte Kieseritzky vom 9. April bis 23. September 1931 zur Verfügung des Chefs der Marinestation der Ostsee und setzte ihn anschließend als 4. Admiralstabsoffizier beim Stab des Flottenkommandos ein. Vom 1. August 1933 bis 30. September 1934 fungierte er als Marineverbindungsoffizier zum Wehrkreiskommando I (Königsberg). Als Erster Offizier war Kieseritzky vom 4. Oktober 1934 bis 25. September 1935 auf dem Linienschiff Schleswig-Holstein, kam dann zur Baubelehrung der Admiral Graf Spee und wurde nach Indienststellung des Panzerschiffes am 6. Januar 1936 Erster Offizier an Bord. Bereits am 24. März 1936 erfolgte die Versetzung des Fregattenkapitäns (seit 1. Januar 1936) als Chef der Abteilung Inland in das Reichskriegsministerium bzw. Oberkommando der Wehrmacht. Hier wurde er am 1. Juni 1937 Kapitän zur See. Als solcher übernahm Kieseritzky vom 13. Juni 1938 bis 24. April 1939 das Kommando über das Linienschiff Schleswig-Holstein, um anschließend als Chef des Stabes zur Marinenachrichteninspektion zu kommen.
Hier verblieb er über den Beginn des Zweiten Weltkriegs hinaus bis zum 20. Juni 1940. Für knapp sechs Monate fungierte er als Hafen- und Seekommandant Brest, war dann Kommandant der Seeverteidigung Bretagne und wurde als solcher am 1. September 1941 zum Konteradmiral befördert. Am 15. Juni 1942 wurde er von seinem Posten abgelöst und kurze Zeit darauf am 23. Juni 1942 zum Küstenbefehlshaber Deutsche Bucht ernannt. Seine letzte Dienststellung war die des Kommandierenden Admirals Schwarzes Meer ab 7. Februar 1943. Als solcher wurde er am 1. März 1943 zum Vizeadmiral befördert und am 20. Oktober 1943 mit dem Deutschen Kreuz in Gold ausgezeichnet.  Bei einem sowjetischen Luftangriff im Zuge der Kertsch-Eltigener Operation kam Kieseritzky bei Kamysch-Burun ums Leben. Postum wurde ihm am 20. November 1943 das Ritterkreuz des Eisernen Kreuzes verliehen. Auf dem Kieler Nordfriedhof sind sein Name, sowie sein Geburts- und Sterbedatum auf dem Grabstein seiner Frau verewigt.
Sein Sohn Gustav Kieseritzky (1921–1992) war Leitender Regierungsdirektor in Kiel und Mitglied des Corps Palaiomarchia-Masovia.